# Loxoconcha tumida
Loxoconcha tumida is een mosselkreeftjessoort uit de familie van de Loxoconchidae. De wetenschappelijke naam van de soort is voor het eerst geldig gepubliceerd in 1902 door Chapman.